# Pikrinska kiselina
Pikrinska kiselina (grč. riječi πικρος, gorak, Fenoltrinitrat, 2, 4, 6-trinitrofenol, melinit, TNP, HOC6H2(NO2)3), poput limuna je žut kristalni prah, slabo topljiv u vodi. Snažno eksplodira ako se zagrije iznad 294 °C. Njezine soli s metalima (pikrati) vrlo su osjetljive na udarac i rabe se kao eksplozivi. Pikratima se nazivaju i molekularni kompleksi pikrinske kiseline s aromatskim ugljikovodicima, koje zbog karakteristične boje i mogućnosti točnog određivanja tališta primjenjuju u pročišćavanju i identifikaciji aromatskih ugljikovodika.
Koristila se kao organska boja u industriji, ali zbog svoje osjetljivosti povučena je (1950-ih godina) i počela se proizvoditi kao vojni eksploziv. Pikrinska kiselina može se proizvesti nitriranjem fenola, acetilsalicilne kiseline, te benzena ( Wolfenstein-Boters reakcija ).